# Xã Butler, Quận Sanborn, South Dakota
Xã Butler (tiếng Anh: Butler Township) là một xã thuộc quận Sanborn, tiểu bang Nam Dakota, Hoa Kỳ. Năm 2010, dân số của xã này là 247 người.